# Tổng giáo phận Singapore
Tổng giáo phận Singapore (tiếng Latin: Archidioecesis Singaporensis) là một tổng giáo phận được miễn trừ của Giáo hội Latinh của Giáo hội Công giáo. Lãnh thổ của nó bao gồm tất cả Singapore. Tổng giám mục hiện tại là Đức Tổng Giám Mục William Goh Seng Chye, D.D., S.T.L.. Đức Tổng Giám mục Goh đã tiếp quản Tổng giáo phận vào ngày 18 tháng 5 năm 2013, sau khi Giáo hoàng Phanxicô chấp nhận đơn từ chức của Đức Tổng Giám mục Nicholas Chia Yeck Joo. Nhà thờ Mục tử nhân lành là nhà thờ chính tòa của Tổng giáo phận Singapore.
Tổng giáo phận được tạo thành từ năm quận bao gồm toàn bộ thành phố Singapore. Họ là Quận Thành phố, Quận Đông, Quận Tây, Quận Bắc và Quận Serangoon.
Là một giáo phận được miễn trừ, tổng giáo phận không phải là một phần của một giáo hội, nhưng thuộc thẩm quyền trực tiếp của Tòa Thánh. Tổng giáo phận là thành viên của Hội đồng Giám mục Công giáo Malaysia, Singapore và Brunei.

## Lịch sử
Giáo hội Công giáo La Mã tại Singapore ban đầu thuộc thẩm quyền của Giáo phận Diocese of Malacca, được thành lập vào ngày 4 tháng 2 năm 1558 với tư cách là một hậu tố (khác là Giáo phận Cochin) cho Tổng giáo phận Goa.
Giáo phận Malacca đã được chuyển đến Tông đồ Vicariate của Ava và Pegu  vào năm 1838 và sau đó là Tông đồ Vicariate của Siam  vào năm 1840. Năm 1841, Giáo hội được đặt dưới quyền quản lý của Tông đồ Vicariate Tây Xiêm được dựng lên từ Tông đồ Vicariate của Xiêm. Ban đầu được gọi là Tông đồ Vicariate của Tây Xiêm, tên được đổi thành Tông đồ Vicariate của Bán đảo Malay và cuối cùng là Tông đồ Vicariate của Malacca-Singapore.
Năm 1888, Giáo hội một lần nữa được đặt dưới quyền quản lý của Giáo phận Malacca khi Giáo phận được hồi sinh. Giáo phận Malacca đã được nâng lên cấp bậc của một tổng giáo phận vào năm 1953. Năm 1955, Tổng giáo phận Malacca bị chia tách và một tỉnh giáo hội được thành lập ở vị trí của nó bao gồm Tổng giáo phận Malacca-Singapore. và Giáo phận Penang là giáo phận achragan.
Năm 1972, Tổng giáo phận Malacca-Singapore được tách ra thành Giáo phận Malacca-Johor và Tổng giáo phận Singapore với Tổng giáo phận Singapore thuộc thẩm quyền trực tiếp của Tòa thánh.
Từ năm 1838 đến năm 1981, có một tình trạng tài phán kép ở Singapore, một thẩm quyền truy tìm từ Tông đồ Vicariate của Xiêm đến Tổng giáo phận Singapore hiện tại và bên kia là cơ quan của Phái bộ Bồ Đào Nha trước tiên từ Tổng giáo phận Goa và sau đó là Giáo phận Ma Cao. Đây là một di sản của tuyên bố padroado trong thế kỷ 16. Quyền tài phán kép đã kết thúc vào năm 1981, khi Phái bộ Bồ Đào Nha bàn giao Nhà thờ St Joseph cho Tổng giáo phận Singapore và do đó, toàn bộ hòn đảo Singapore đã được đưa vào Tổng giáo phận Công giáo La Mã Singapore.